# 豪克蘭醫院站
豪克蘭醫院站（Haukeland sjukehus holdeplass）是卑爾根輕鐵2號線的車站。站名是以附近的豪克蘭大學醫院而命名。
本站現時是卑爾根輕鐵中唯一的地下車站，月台與地面間相距30米，以升降機、扶手電梯及樓梯連接。同時亦是唯一設於隧道內的車站（奧爾城隧道）。

## 車站構造

### 出入口
由於屬地下車站，因此不像其他輕鐵車站般採用簡易車站設計，反而規格上與一般的地鐵車站相近。共設有兩個出入口：位於北端奧爾城路旁的「哈拉德廣場」（Haraldsplass）出口，以及南端豪克蘭路旁的「豪克蘭」（Haukeland）出口。使用哈拉德廣場出口，利用升降機或樓梯落至底層後，會經過一條長130米的通道，再利用另一部升降機、扶手電梯或樓梯到達月台層；而由「豪克蘭」出口，升降機會由地面或一樓平台，直接落至30米下的月台層，或利用3組約10米長的扶手電梯連接。
各大堂均設有自助售票機、顯示附近街道圖及接駁巴士到站時間的LED屏幕、及顯示輕鐵到站時間的顯示屏。

### 月台

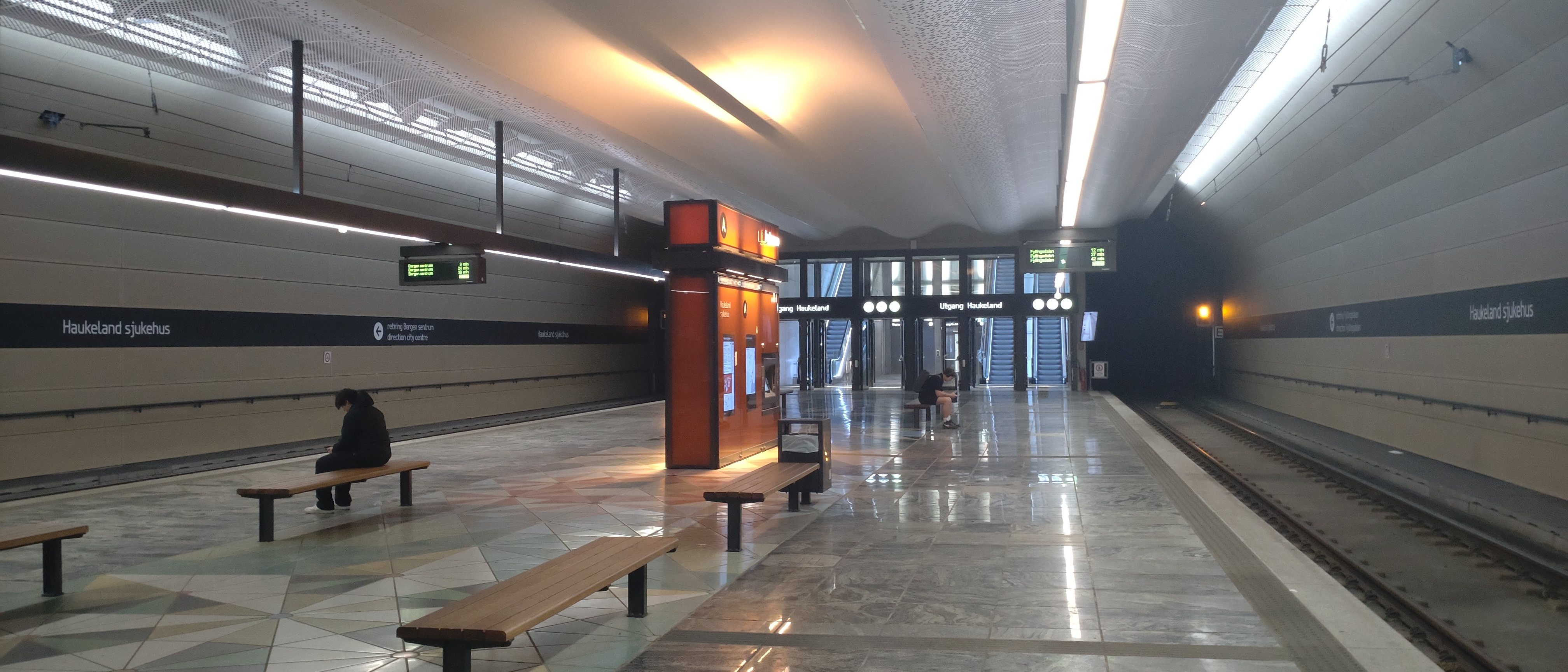
位於地底內的島式月台（2024年7月）

採用島式月台設計，到站列車採用左側上落，這也是和一般輕鐵站右側上落最為不同的地方。
中央部份與站房大堂一樣，同樣設置了售票機及附近資訊的顯示屏。也備有多張候車長櫈供乘客使用。
| 月台 | 路線    | 目的地       |
| ---- | ------- | ------------ |
| A    | 2 2號線 | 碼頭街方向   |
| B    | 2 2號線 | 菲林斯谷方向 |

## 其他
- 月台及通往哈拉德廣場的走廊地面，舖設了由當地藝術家欣格·祖安娜·拉斯莫森（Inger Johanne Rasmussen）的作品[3]。
- 車站附近除了民居，還設有多間醫院，因此卑爾根輕鐵預計正式營運後，本站每日將會有達7,000人次的使用量，成為眾車站之首[2]。

## 相鄰車站
卑爾根輕鐵
-   2   2號線

佛雷恩 - 豪克蘭醫院 - 皇冠城

## 外部連結
- 卑爾根輕鐵豪克蘭醫院站 （页面存档备份，存于）